# Dekanat Białogard
Dekanat Białogard – jeden z 24 dekanatów diecezji koszalińsko-kołobrzeska w metropolii szczecińsko-kamieńskiej. 
- parafia Narodzenia Najświętszej Maryi Panny w Białogardzie
- parafia Najświętszego Serca Pana Jezusa w Białogardzie
- parafia św. Jadwigi w Białogardzie
  - kościół filialny: Łęczno
- Białogórzyno, parafia pw. Wniebowzięcia NMP
  - kościół filialny: Pomianowo
- Byszyno, parafia pw. MB Częstochowskiej
  - kościół filialny:
    1. Tychówko
    2. Wicewo
- Dobrowo, parafia pw. św. Jana Kantego
  - kościół filialny:
    1. Bukówko
    2. Żytelkowo
- Karlino, parafia pw. św. Michała Archanioła
  - kościół filialny: Lubiechowo
- Stanomino, parafia pw. Podwyższenia Krzyża Świętego
  - kościół filialny:
    1. Podwilcze
    2. Rarwino
- Tychowo, parafia pw. MB Wspomożenia Wiernych
  - kościół filialny:
    1. Kikowo
    2. Sadkowo
    3. Stare Dębno
    4. Tyczewo